# Abel Balbo
Abel Balbo, född 1 juni 1966, är en argentinsk före detta fotbollsspelare. Balbo har gjort totalt 11 mål på 37 matcher för det argentinska landslaget, inräknat ett mål i VM 1994 mot Rumänien i åttondelsfinalen. Den matchen förlorade Argentinas med 2-3. 